# روسدل
روسدل (مسيسيبي) (بالإنجليزية: Rosedale, Mississippi)‏ هي مدينة تقع في الولايات المتحدة في مقاطعة بوليفار. يقدر عدد سكانها بـ 1,873 نسمة ومساحتها 14.2 كم2 وترتفع عن سطح البحر 46 متر.

## التركيبة السكانية
حدّد مكتب تعداد الولايات المتحدة بيانات التركيبة السكانية لروسدل في تعداد الولايات المتحدة. في ما يلي، التركيبة السكانية حسب تعدادي 2000 و2010.

### تعداد عام 2000
بلغ عدد سكان روسدل 2,414 نسمة بحسب تعداد عام 2000، وبلغ عدد الأسر 780 أسرة وعدد العائلات 567 عائلة مقيمة في المدينة. في حين سجلت الكثافة السكانية 170.1 نسمة لكل كيلومتر مربع (440.6/ميل2). وبلغ عدد الوحدات السكنية 842 وحدة بمتوسط كثافة قدره 59.3 لكل كيلومتر مربع (153.6/ميل2).
وتوزع التركيب العرقي للمدينة بنسبة 16.86% من البيض و82.02% من الأمريكيين الأفارقة و0.37% من الأمريكيين ذوي الأصول الآسيوية و0.17% من الأعراق الأخرى و0.58% من عرقين مختلطين أو أكثر و0.75% من الهسبانيون أو اللاتينيون من أي عرق.
بلغ عدد الأسر 780 أسرة كانت نسبة 50.1% منها لديها أطفال تحت سن الثامنة عشر تعيش معهم، وبلغت نسبة الأزواج القاطنين مع بعضهم البعض 29.2% من أصل المجموع الكلي للأسر، ونسبة 37.8% من الأسر كان لديها معيلات من الإناث دون وجود شريك،  بينما كانت نسبة 5.6% من الأسر لديها معيلون من الذكور دون وجود شريكة وكانت نسبة 27.3% من غير العائلات. تألفت نسبة 24.5% من أصل جميع الأسر من عدة أفراد يعيشون في نفس المنزل ونسبة 11.4% كانت تتألف من شخص يعيش بمفرده يبلغ من العمر 65 عاماً أو أكثر. وبلغ متوسط حجم الأسرة المعيشية 2.99، أما متوسط حجم العائلات فبلغ 3.56.
بلغ العمر الوسطي للسكان 28.3 عاماً. وكانت نسبة 34.6% من القاطنين تحت سن الثامنة عشر، وكانت نسبة 9.6% بين الثامنة عشر والرابعة والعشرين عاماً، ونسبة 25.1% كانت واقعةً في الفئة العمرية ما بين الخامسة والعشرين والرابعة والأربعين عاماً، ونسبة 17.4% كانت ما بين الخامسة والأربعين والرابعة والستين، ونسبة 9.9% كانت ضمن فئة الخامسة والستين عاماً فما فوق. يوجد لكل 100 أنثى 79.3 ذكر، ويوجد لكل 100 أنثى في الثامنة عشر من عمرها فما فوق 70.4 ذكر.
بلغ متوسط دخل الأسرة في المدينة 17,955 دولارًا، أما متوسط دخل العائلة فبلغ 18,810 دولارًا. وكان متوسط دخل الذكور 24,922 دولارًا مقابل 15,714 دولارًا للإناث. وسجل دخل الفرد الخاص بالمدينة 8,534 دولارًا. وكانت نسبة 43.3% من العائلات ونسبة 46% من السكان تحت خط الفقر، وكان من هؤلاء نسبة 58.6% تحت سن الثامنة عشر ونسبة 34.6% في الخامسة والستين من العمر وما فوق.

### تعداد عام 2010
بلغ عدد سكان روسدل 1,873 نسمة بحسب تعداد عام 2010، وبلغ عدد الأسر 646 أسرة وعدد العائلات 456 عائلة مقيمة في المدينة. في حين سجلت الكثافة السكانية 132 نسمة لكل كيلومتر مربع (341.9/ميل2). وبلغ عدد الوحدات السكنية 697 وحدة بمتوسط كثافة قدره 49.1 لكل كيلومتر مربع (127.2/ميل2).
وتوزع التركيب العرقي للمدينة بنسبة 12.76% من البيض و86.55% من الأمريكيين الأفارقة و0.05% من الأمريكيين الأصليين و0.05% من الأمريكيين ذوي الأصول الآسيوية و0.11% من الأعراق الأخرى و0.48% من عرقين مختلطين أو أكثر و0.16% من الهسبانيون أو اللاتينيون من أي عرق.
بلغ عدد الأسر 646 أسرة كانت نسبة 41.5% منها لديها أطفال تحت سن الثامنة عشر تعيش معهم، وبلغت نسبة الأزواج القاطنين مع بعضهم البعض 25.2% من أصل المجموع الكلي للأسر، ونسبة 40.7% من الأسر كان لديها معيلات من الإناث دون وجود شريك،  بينما كانت نسبة 4.6% من الأسر لديها معيلون من الذكور دون وجود شريكة وكانت نسبة 29.4% من غير العائلات. تألفت نسبة 27.4% من أصل جميع الأسر من عدة أفراد يعيشون في نفس المنزل ونسبة 8.8% كانت تتألف من شخص يعيش بمفرده يبلغ من العمر 65 عاماً أو أكثر. وبلغ متوسط حجم الأسرة المعيشية 2.75، أما متوسط حجم العائلات فبلغ 3.33.
بلغ العمر الوسطي للسكان 32.1 عاماً. وكانت نسبة 29.8% من القاطنين تحت سن الثامنة عشر، وكانت نسبة 10.3% بين الثامنة عشر والرابعة والعشرين عاماً، ونسبة 25.4% كانت واقعةً في الفئة العمرية ما بين الخامسة والعشرين والرابعة والأربعين عاماً، ونسبة 24.8% كانت ما بين الخامسة والأربعين والرابعة والستين، ونسبة 9.8% كانت ضمن فئة الخامسة والستين عاماً فما فوق. وتوزع التركيب الجنسي للسكان بنسبة 45.8% ذكور و54.2% إناث.

## أعلام
- كليف ميلي